# Cascine di Tavola

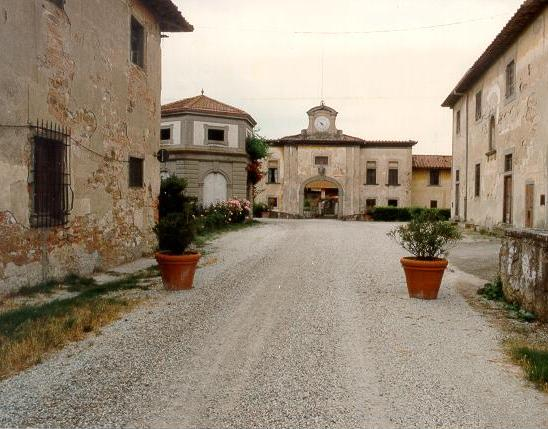
Il nucleo centrale delle "Cascine: Al centro il portale dell'edificio a corte a sinistra il pozzo, a destra il Magazzino del riso

Il sito delle Cascine di Tavola è un complesso monumentale e paesaggistico d'importanza storica e un'area naturale protetta di interesse locale ubicata a Prato in località Tavola. Fino agli anni '20 del XX secolo nei secoli scorsi prendeva il nome di "Cascine del Poggio a Caiano" e faceva parte della tenuta agricola annessa alla Villa Medicea di Poggio a Caiano; in particolare era la porzione posta nella piana alla sinistra del fiume Ombrone, proprio di fronte alla collina dalla quale domina la villa voluta da Lorenzo il Magnifico sulla sponda destra.
Si tratta di un luogo complesso che vede stratificati sull'originale ambiente naturale costituito da boschi planiziari e paludi, i molteplici interventi umani a partire dal primo e fondamentale della centuriazione romana che ha dato l'orientamento del sistema orografico e agricolo. In seguito vanno ricordati gli interventi di bonifica medievali realizzati dal comune di Prato mediante il sistema delle gore che percorrono il territorio verso l'Ombrone ed infine le trasformazioni attuate su questo tratto di pianura, da Lorenzo il Magnifico prima e dei granduchi di Toscana dopo, che hanno portato alla formazione ed allo sviluppo della tenuta delle Cascine.
Occupa una grande area di circa 300 ha corrispondente ad una larga porzione del settore sud-ovest del comune di Prato, non lontano della frazione di Tavola da cui prende l'attuale nome, ma in effetti, nei pressi del borgo di Castelnuovo e della strada tra Prato e Poggio a Caiano.

## Storia
Nella seconda metà del XV secolo i Medici iniziano a formare una vasta proprietà terriera intorno a Poggio a Caiano e nel 1477 Lorenzo dette avvio, quasi contemporaneamente, alla costruzione della famosa villa su innovativo progetto di Giuliano da Sangallo e di un edificio quadrato a corte centrale denominato “Cascine” anch'esso attribuito allo stesso architetto. 
La villa, modello ed archetipo di un lungo successivo sviluppo, venne localizzata su un colle, ultima propaggine del Montalbano, a promontorio verso il fiume e la piana. Le Cascine si trovano invece nella pianura al di là del fiume Ombrone al centro di una vasta tenuta agricola a cui Medici, e poi i Lorena, non smetteranno di dedicare le proprie cure facendone luogo di diletto, ma anche azienda produttiva modello. L'importanza data da Lorenzo alle strutture ed all'organizzazione agricola del resto, rappresentò un importante cambiamento nella politica di investimenti della famiglia in cui i proventi bancari e commerciali in forte calo vennero sostituiti dalla valorizzazione dei beni immobiliari.
La Tenuta agricola e la Villa, separate dall'Ombrone, ma in rapporto visivo, rappresentano i due poli di una grandiosa sistemazione territoriale che Lorenzo non vedrà  completata, ma che come un grande e quasi utopico e visionario progetto deciderà per secoli il destino di questo territorio. Si rimanda comunque alla vasta bibliografia esistente per quel che riguarda le varie fasi che hanno portato alla formazione di questo complesso sistema costruito su entrambe le sponde dell'Ombrone e centrato sulla duplice presenza della villa Medicea e delle Cascine. 
La dimora signorile e la fattoria agricola rappresentano i due poli tra cui si struttura la vasta tenuta, ma anche il duplice carattere dell'organizzazione del territorio sempre in equilibrio tra attività agricole e attività venatorie e di svago, tra natura e artificio.
Le attività agricole furono molteplici a cominciare dall'allevamento bovino e la produzione di formaggio prevalente fin dal primo periodo, alla coltivazione di orti e frutteti, all'allevamento di api e bachi da seta, fino all'introduzione della coltivazione sperimentale di riso (la prima in Toscana), poi abbandonata a causa della malaria.

## Territorio
Oggi la parte più importante del parco, è diviso in tre distinte proprietà ed è stato oggetto di molti recenti interventi:
- Una parte ospita il Golf club "Le Pavoniere", dopo lavori di imponente trasformazione sia agli edifici esistenti, sia alla natura dei luoghi, facendo venire meno le storiche sistemazioni agricole fatte di filari, viali e canali.
- Una seconda porzione è un parco pubblico vero e proprio con al suo interno quattro interessanti edifici, solo in piccola parte recuperati (Rimessa delle Barche, Podere delle Polline, Casa del Caciaio, Casa del Guardia). Il parco di fatto, occupa la parte residuale ed interstiziale tra le altre due proprietà ed ha due entrate che sono situate rispettivamente, nelle frazioni di Tavola e delle Fontanelle (Via Traversa del Crocifisso).
- Una ultima e più importante porzione comprende oltre ad' una vasta area agricola, parzialmente trasformata in un maneggio, l'edificio propriamente detto Cascine, risalente al XV e attribuito alla progettazione di Giuliano da Sangallo, così come la stessa Villa Medicea, oltre ad interessanti e numerosi annessi (di varie epoche fino all'inizio del XX sec.) relativi alle intense attività agricole della tenuta (magazzino del riso, mulino, pozzo, stalle ecc.).

Questa parte che costituisce il cuore di un sistema territoriale molto esteso, seppure ora frammentato, è stato oggetto di un controverso intervento di recupero che prevedeva la realizzazione, nei vari edifici, di appartamenti e strutture ricettive (albergo, residence, ristorante, centro fitness) e che è stato bloccato dalla magistratura.

## Monumenti e luoghi d'interesse

Cascine di Tavola

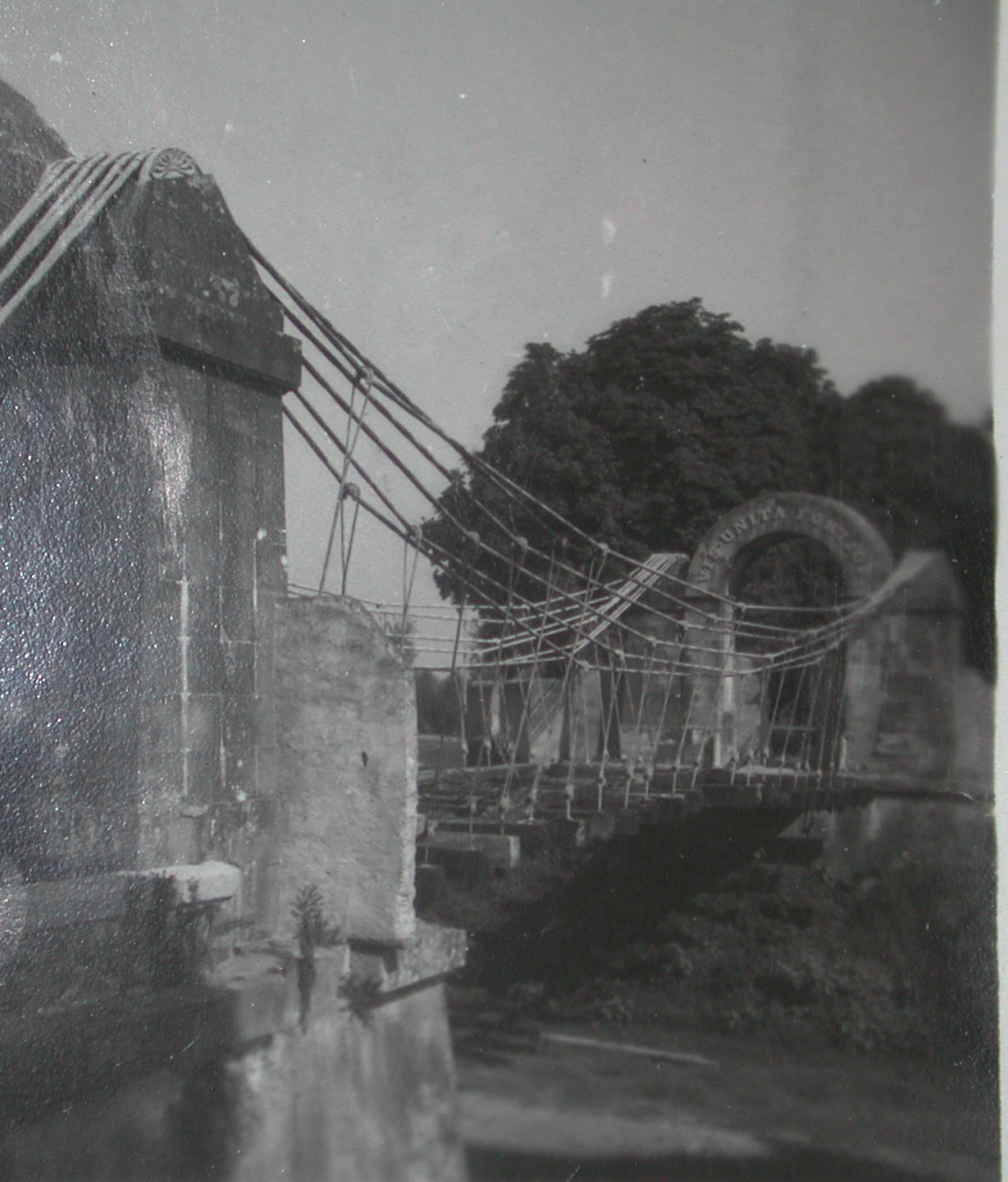
il Ponte Leopoldo II in una foto d'epoca

### Cascine
Si tratta di un insolito edificio quadrato a corte centrale e torri angolari, attribuito a Giuliano da Sangallo e contemporaneo al primo cantiere della Villa di Poggio a Caiano (fine XV). La tipologia a corte viene riferita da molti autori al modello delle cascine a corte padane, tenuto conto della finalità produttiva, come centro di attività agricole e di allevamento. L'edificio è circondato da un fossato d'acqua e si accede alla corte interna da un unico ingresso ad arco. La corte è circondata da portici su tre lati ed accoglieva al suo centro, fino al XVIII secolo, una grande vasca adibita a vivaio di pesci.
La costruzione, sebbene ampiamente ristrutturata nel corso del Cinquecento, si è conservato sostanzialmente integra fino ad un controverso intervento di ristrutturazione che di fatto ha comportato numerosi lavori di demolizione di elementi costruttivi storici, finalizzati al rifacimento. Il cantiere è stato sottoposto a sequestro giudiziario per irregolarità nel procedimento di approvazione dell'intervento di recupero e l'edificio, in abbandono e privo di copertura a seguito dei lavori, ha subito il degrado delle strutture murarie. A questo si è aggiunta la sparizione per furto, durante i lavori, di cornici stemmi ed altri elementi lapidei costruttivi e decorativi.

### Bosco delle Pavoniere
Il Parco delle Pavoniere, area quadrangolare, chiusa da mura, posta all'estremità Nord della tenuta, viene sistemato ai primi dell'Ottocento come parco di tipo romantico con vialetti, corsi d'acqua, ponti e alberature, ma con un'insolita, per il periodo, struttura ortogonale dove spazi aperti e spazi alberati si alternano a scacchiera irregolare intorno ad un percorso assiale. 
Ma già in precedenza questo quadrilatero recintato era uno spazio sottratto all'uso agricolo e dedicato agli svaghi di corte. Nel XVII secolo è documentato il suo uso come recinto per l'allevamento dei daini e come luogo di caccia e di pesca. Ospitava al suo interno la "Casa del Guardia". Nelle immediate vicinanze si trovava il bosco lineare della Ragnaia, destinato alla pratica dell'uccellaggione e il Canale della Corsa utilizzato per far correre i daini inseguiti da levrieri lungo il percorso obbligato. Per assistere allo spettacolo la corte arrivava in carrozza fino al Prato delle Carrozze che si trovava sul luogo dove sarà costruita la “Rimessa delle barche”.
Intorno al 1818, ritornati i Lorena sul trono di Toscana, dopo la parentesi napoleonica, cominciano i lavori di rinnovo del Parco che comportano una serie d'interventi sia al sistema dei fossi e canali che viene ingrandito e messo in comunicazione con l'Ombrone che alle sistemazioni arboree e alle infrastrutture come i vari viali, ponticelli, vivai di piante allevamenti ittici e costruzioni da rinnovare come la casa della Guardia o costruire ex novo come la Rimessa delle Barche.
Il passaggio prima ai Savoia nel 1859, in seguito nel 1923 all'Opera Nazionale Combattenti (che aprì vaste zone della tenuta al pubblico ma procedette anche ad un parziale disboscamento del bosco delle Pavoniere, nella sua porzione Ovest) e poi a vari privati portò il Parco delle Pavoniere e tutta la tenuta delle Cascine in uno stato di lento, ma progressivo abbandono che giunge fino ad oggi.

### Altri luoghi
- Casa del Guardia
- Parco della Rimembranza
- Casa del Caciaio,
- Podere delle Polline
- Rimessa delle barche
- Podere San Leopoldo
- Ponte sospeso sull'Ombrone
- Podere dell'Orto
- Podere del Noce
- Podere Fornace
- Podere Bogaia 1, Podere Bogaia 2,  Podere Bogaia 3,
- Podere delle Cave.